# リカードの等価定理
リカードの等価定理（リカードのとうかていり、Ricardian equivalence theorem）とは、財政赤字による公債の負担が現在世代と将来世代では変わりがないことを示した定理。ジェームズ・M・ブキャナンがその定理をデヴィッド・リカードに遡って示したことから彼の名が冠されている。
合理的期待形成学派のロバート・バローによって再定式化されたため、リカード＝バローの定理と呼ぶこともある。

## 概要
財政赤字になって、その分を穴埋めする公債の発行が増えた経済を考える。公債の負担は将来世代にかかる税によって償還されなければならない。このとき、公債の市場利子率と民間資金の割引率が同じであれば、生涯所得は変わらない。人々は将来の増税を見越して現在の消費を少なくするであろう。そうすると、現在世代は税負担と同じ効果を節約という形で受けているわけであり、将来世代の負担が重くなるということはない。リカードが提唱したこの考え方が、バローによってさらに発展させられた。
国家の歳入を租税で賄うか、公債で賄うかは、それぞれの場合の予算制約式を解くことによって現在から将来への負担転嫁が起こるかどうかがわかる。実際に解くと、前者と後者で予算制約式は一致するので、公債発行は経済に中立的とした。
バローは、世代を超えたモデルを再度構築し、遺産を含めた公債の負担転嫁が将来世代に及ばないことを示した。

## 問題点
リカードの中立命題は全ての人間は常に経済合理性のみに従って動くという仮定（合理的期待形成仮説）の下に構築されている理論だが、現実に人々がそのように動くとは必ずしも言えず、実証においてこの命題の成否を確認する必要がある。人々は合理的ではなく、将来の増税に備えることなく減税分の大半を消費に回してしまうという反論がある。経済学者の浜田宏一は「誰もが子や孫を持っているわけではないし、国民全員が子や孫の事を考えて合理的に行動するとは限らない」と指摘している。
ジェームズ・トービンらによれば、政府の社会保障関連の支出増で、民間の任意加入保険への支出が増えるという研究結果が提示されている。この現象は政府による赤字財政支出の増加が民間部門の投資減退を招くというリカードの等価定理と矛盾する結果であり、リカードの中立命題は実証性に乏しいとしている。
ポール・クルーグマンはこのリカードの等価定理を「疑わしい教義、dubious doctrine」と形容している。またこの等価定理自体は、単に「政府が減税をすると将来の増税予知により民間消費が抑制されること」を言っているに過ぎず、政府が国債を発行してインフラストラクチャーなどに投資をしても民間投資が減少して政府の財政支出の効果が減退することを示唆しているわけではない。つまり等価定理で使われる議論は国債発行とは関係がない。この点でロバート・ルーカスは彼の教義を誤って理解している。
クルーグマンは、リカード自身はこの定理には懐疑的であり、統計が示すところでは1990年代の欧州の民間貯蓄の低下という現象がこの定理によって説明されるのは多分に無理があるとしている。
ベン・バーナンキは「将来の税負担と現在の財政拡大のつながりを絶つ」ためには、財政政策と金融政策の協調（ポリシーミックス）が有効であるとしている。

### 反証
リカードの等価定理は仮説に過ぎないことがローレンス・サマーズらによる実証研究で示唆されている。米国は1980年代にロナルド・レーガン政権の下で減税を行い、税収減により米国政府の財政赤字は拡大した。1976年から1980年までの平均の税収対潜在GNP比は10.1%であったが、1981年からその後5年間では8.86%にまで落ち込んだ。第二次世界大戦から1981年までは米国の財政赤字対潜在GNP比が4%を越えることはなかったが、1981年後はその後5年間定常的に4%を上回った。1982年から1986年では、物価上昇率を加味して算出した実質的な財政赤字についても過去より大きな数字であった。リカードの等価定理によれば、理性的な人々は、この政府財政の悪化を心配し、将来の増税を予想して貯蓄を増やす。しかし現実には、民間貯蓄対GNP比は1976年から1980年の期間で平均8.55%であったものが、1981年からその後5年間では7.47%まで低下した。政府債務増加が民間貯蓄減少を引き起こす事実はリカードの等価定理と矛盾する。
だが、この事実に対して以下のような反論も可能である。
- リカードの等価定理を反証する結果が得られたのは、将来の所得水準が上昇すると人々が期待し、民間支出を増やしたためである[誰?]。この反論への再反論は、向こう10年の予測平均経済成長率が1978年の時点では3.5%であり、これが1980年では3.1%、1982年で3.2%、1984年で2.9%、1986年においては2.6%と低下傾向が見られることである[8][誰?]。